# NGC 276
NGC 276 هي مجرة حلزونية تقع في كوكبة قيطس (كوكبة). تم اكتشافها في عام 1886 من قبل فرانك مولر.

## وصلات خارجية
- NGC 276 على موقع ويكي سكاي: DSS2, SDSS, GALEX, IRAS, Hydrogen α, X-Ray, Astrophoto, Sky Map, Articles and images